# Тамакаутога (округ)
Тамакаутога (англ. Tamakautoga) — один из 13 округов Ниуэ (владение Новой Зеландии). Административным центром округа является одноимённая деревня.

## Географическая характеристика
Округ Тамакаутога расположен в юго-западной части острова Ниуэ. Его площадь составляет 11,93 км². Административный центр расположен в южной части округа. Граничит с округами: Авателе и Алофи. На западе омывается Тихим океаном.